# Kanton Courbevoie-1
Kanton Courbevoie-1 is een kanton van het Franse departement Hauts-de-Seine. Het werd opgericht bij decreet van 24 februari 2014, met uitwerking in maart 2015.

Kanton Courbevoie-1 maakt deel uit van het arrondissement Nanterre en telt 66.849 inwoners in 2017. 

## Gemeenten
Het kanton Courbevoie-1 omvat volgende gemeenten:
- Courbevoie (hoofdplaats) (noordelijk deel)
- Asnières-sur-Seine (zuidelijk deel)